# Union nationale des entraîneurs et cadres techniques du football français
 (janvier 2025).
Si vous disposez d'ouvrages ou d'articles de référence ou si vous connaissez des sites web de qualité traitant du thème abordé ici, merci de compléter l'article en donnant les références utiles à sa vérifiabilité et en les liant à la section « Notes et références ».
L'Union nationale des entraîneurs et cadres techniques du football français ou UNECATEF est le syndicat des entraîneurs de football en France. Il fut créé en 1972 par Georges Boulogne. José Arribas en a été le premier président. 
Ce syndicat fut créé pour que les entraîneurs soient solidaires. La condition requise pour faire partie du syndicat était le statut d’entraîneur professionnel. Il fallait aussi protéger les entraîneurs des licenciements en obtenant des compensations financières. Dans cette optique, l’UNECATEF établit des règles protectionnistes : en effet, la France était le seul pays, avec la Suisse et l’Allemagne, où l’on délivrait des diplômes d’entraîneurs. 
En 1977, Guy Roux devint le président de l’UNECATEF. Il obtint le droit de faire siéger l’UNECATEF au conseil d’administration de la Ligue Nationale qui, jusque-là, était ouvert uniquement aux présidents de clubs.  
L'UNECATEF est dirigé par Joël Muller entre mars 2001 et octobre 2016. L'ancien entraîneur messin ne s'étant pas représenté à sa propre succession, c'est l'ancien sélectionneur de l'équipe de France de Football Raymond Domenech qui a été élu pour lui succéder le 3 octobre 2016. Il est réélu Président du syndicat le 15 mars 2021.
Le 6 mai 2024,Bertrand Reuzeau a été élu Président du syndicat.

## Présidents
- 1972-1977 : José Arribas
- 1977-2001 : Guy Roux
- 2001-2016 : Joël Muller
- 2016-2024 : Raymond Domenech
- Depuis 2024 : Bertrand Reuzeau

## Comité directeur actuel
Les membres du comité directeur actuel ont été élus lors de l'assemblée générale du 15 mars 2021 pour une durée de trois ans.
- Président : Bertrand Reuzeau
- Vice-président : Jacky Bonnevay, Amandine Miquel, Sonia Haziraj
- Trésorier : Emmanuel Trégoat
- Trésorier adjoint : Jean-Philippe Séchet
- Secrétaire général : Richard Déziré
- Secrétaire adjoint : Jean François Vulliez
- Membre : Philippe Montanier, Claude Le Roy, Stéphane Adamietz, Emmanuel Beauchet, Pascal Gastien, Philippe Hinschberger, Vincent Hognon, Bruno Irles, Sylvain Matrisciano, Amandine Miquel, Damien Ott, Laurent Peyrelade.